# Österrikes ambassad i Beirut
Österrikes ambassad i Beirut (tyska: Österreichische Botschaft in Beirut) representerar Österrike i Libanon. Den återinvigdes i september 1999, efter att då ha varit stängd i tretton år. Ambassadör är Ursula Fahringer.

### Fotnoter
1. ↑  ”Österreich - Libanon” (på tyska). Österrikes ambassad i Beirut. http://www.bmeia.gv.at/botschaft/beirut/bilaterale-beziehungen.html. Läst 12 november 2015.